# جندي الحظ (فلم 1955)
جندي الحظ (بالإنجليزية: Soldier of Fortune) فيلم مغامرات أمريكي تم انتاجه عام 1955. من تمثيل كلارك غيبل، سوزان هيوارد

## روابط خارجية
- مقالات تستعمل روابط فنية بلا صلة مع ويكي بيانات